# Bracon picticornis
Bracon picticornis är en stekelart som först beskrevs av Wesmael 1838.  Bracon picticornis ingår i släktet Bracon och familjen bracksteklar. Arten är reproducerande i Sverige. Utöver nominatformen finns också underarten B. p. ratzeburgensis.